# Elaeocarpus milnei
Elaeocarpus milnei là một loài thực vật có hoa trong họ Côm. Loài này được Seem. mô tả khoa học đầu tiên năm 1865.